# Młodzieżowe Indywidualne Mistrzostwa Polski na Żużlu 2018
Młodzieżowe Indywidualne Mistrzostwa Polski na Żużlu 2018 – 52. edycja turnieju, corocznie organizowanego przez PZMot. Rozegrano trzy turnieje eliminacyjne oraz finał, który odbył się 3 sierpnia 2018 roku w Częstochowie oraz zwyciężył Daniel Kaczmarek.

## Finał
- Częstochowa, 3 sierpnia 2018
- Sędzia: Artur Kuśmierz
- NCD: Maksym Drabik – 65,60 w wyścigu 2

| Msc. | Zawodnik              | Klub                  | Pkt  |             |  |
| ---- | --------------------- | --------------------- | ---- | ----------- |  |
| 1    | Daniel Kaczmarek      | Get Well Toruń        | 15   | (3,3,3,3,3) |  |
| 2    | Bartosz Smektała      | Unia Leszno           | 12+3 | (3,3,1,2,3) |  |
| 3    | Maksym Drabik         | Sparta Wrocław        | 12+2 | (3,2,2,3,2) |  |
| 4    | Wiktor Lampart        | Motor Lublin          | 10   | (2,2,3,3,w) |  |
| 5    | Michał Gruchalski     | Włókniarz Częstochowa | 10   | (2,1,2,3,2) |  |
| 6    | Sebastian Niedźwiedź  | Falubaz Zielona Góra  | 10   | (1,2,2,2,3) |  |
| 7    | Wiktor Trofimow       | Unia Leszno           | 9    | (1,3,2,0,3) |  |
| 8    | Jakub Miśkowiak       | Orzeł Łódź            | 8    | (0,3,3,2,0) |  |
| 9    | Robert Chmiel         | ROW Rybnik            | 8    | (1,2,3,1,1) |  |
| 10   | Igor Kopeć-Sobczyński | Get Well Toruń        | 6    | (3,0,0,2,1) |  |
| 11   | Hubert Czerniawski    | Stal Gorzów Wlkp.     | 6    | (1,1,1,1,2) |  |
| 12   | Oskar Bober           | Motor Lublin          | 4    | (2,0,0,0,2) |  |
| 13   | Kamil Wieczorek       | GKM Grudziądz         | 4    | (2,1,0,1,0) |  |
| 14   | Mateusz Bartkowiak    | Stal Gorzów Wlkp.     | 4    | (w,1,1,1,1) |  |
| 15   | Alan Szczotka         | Stal Gorzów Wlkp.     | 1    | (0,0,0,0,1) |  |
| 16   | Patryk Wojdyło        | Sparta Wrocław        | 1    | (0,0,1,0,0) |  |
| 17   | Karol Żupiński        | Wybrzeże Gdańsk       |      | (ns)        |  |
| 18   | Patryk Rolnicki       | Unia Tarnów           |      | (ns)        |  |

Bieg po biegu
1. [65,65] Smektała, Lampart, Czerniawski, Bartkowiak (w/u)
2. [65,60] Drabik, Gruchalski, Trofimow, Miśkowiak
3. [67,19] Kaczmarek, Wieczorek, Niedźwiedź, Wojdyło
4. [69,17] Kopeć-Sobczyński, Bober, Chmiel, Szczotka
5. [66,86] Smektała, Drabik, Wieczorek, Bober
6. [67,44] Miśkowiak, Chmiel, Czerniawski, Wojdyło
7. [67,51] Trofimow, Niedźwiedź, Bartkowiak, Szczotka
8. [67,66] Kaczmarek, Lampart, Gruchalski, Kopeć-Sobczyński
9. [68,62] Miśkowiak, Niedźwiedź, Smektała, Kopeć-Sobczyński
10. [67,88] Kaczmarek, Drabik, Czerniawski, Szczotka
11. [67,82] Chmiel, Gruchalski, Bartkowiak, Wieczorek
12. [68,03] Lampart, Trofimow, Wojdyło, Bober
13. [68,27] Kaczmarek, Smektała, Chmiel, Trofimow
14. [68,21] Gruchalski, Niedźwiedź, Czerniawski, Bober
15. [68,25] Drabik, Kopeć-Sobczyński, Bartkowiak, Wojdyło
16. [67,97] Lampart, Miśkowiak, Wieczorek, Szczotka
17. [67,80] Smektała, Gruchalski, Szczotka, Wojdyło
18. [68,08] Trofimow, Czerniawski, Kopeć-Sobczyński, Wieczorek
19. [68,46] Kaczmarek, Bober, Bartkowiak, Miśkowiak
20. [68,44] Niedźwiedź, Drabik, Chmiel, Lampart (w/u)

Bieg dodatkowy o 2. miejsce
21 [67,59] Smektała, Drabik